# XXXIe congrès du Parti communiste français
Le XXXIe congrès du PCF s'est tenu au CNIT de La Défense, du 26 au 28 octobre 2001.

## Contexte
Habituellement convoqué tous les trois ans, le congrès du PCF a été anticipé afin de préparer l'élection présidentielle de 2002 et de modifier les statuts du parti.
Effectivement, quelques semaines plus tôt, les militants avaient désigné en vote interne Robert Hue candidat à la présidentielle avec 77,46 % des votes face à Maxime Gremetz (14,32 %) et Françoise Douchin (2,56 %), avec un taux de participation de seulement 46 %.

## Déroulement
Résultats de l'élection du Conseil national :
- Liste présentée par Robert Hue et Marie-George Buffet : 90,82 % des voix
- Bulletins blancs et nuls : 12,56 % des voix

## Membres de la direction
Avec la modification des statuts, le Conseil national est composé de 240 membres (120 femmes et 120 hommes) afin d'obtenir la parité au sein de la direction. Il désigne les 22 membres de sa Présidence et les 16 du Comité exécutif national (CEN) qui remplace le Bureau exécutif.

### Présidence du Conseil national
- Président du PCF : Robert Hue
- Présidente du Conseil national : Dominique Grador
- Vice-présidents du CN : Gaëlle Abily, Cathy Apourceau, Alain Bertho, Nicole Borvo, Daniel Cirera, Jean-Marc Coppola, Michelle Demessine, Yves Dimicoli, Michel Duffour, Denis Duvot, Michaela Frigiolini, Joëlle Greder, Serge Guichard, Alain Hayot, Aude Lumeau, Pierre Mathieu, Sylvie Mayer, Alain Obadia, Fabienne Pourre, Cathy Savel et Pierre Zarka.

### Comité exécutif national
- Secrétaire nationale : Marie-George Buffet
- Membres du Comité : Patrice Cohen-Seat, Brigitte Dareau, Mériem Derkaoui, Michel Deschamps, Brigitte Dionnet, Jean-François Gau, Manuela Gomez, Sylvie Jan, Michel Laurent, Paul Lespagnol, Jean-Claude Mairal, Nicolas Marchand, Roger Martelli, Marie-Pierre Vieu et Marie-France Vieux-Marcaud.